# Chiến tranh Việt Nam (quốc tế, 1960–1965)

## Khối các nước cộng sản
Thập niên 1960 là thời kỳ nở rộ của khối Cộng sản và đã xuất hiện mầm mống chia rẽ giữa hai cường quốc hàng đầu trong khối là Liên Xô và Trung Quốc về các vấn đề tư tưởng, đường lối cách mạng. Nhất là từ khi Liên Xô rút hết các cố vấn khỏi Trung Quốc sau năm 1960.

### Liên Xô và Đông Âu
Tại Liên Xô và Đông Âu, hình thức kinh tế tập trung và kế hoạch hoá đang phát huy các mặt tích cực của nó. Liên Xô tập trung mọi nguồn lực, bất chấp hậu quả sau này, cố đạt cho bằng được những chỉ tiêu kinh tế, chính trị được cho là ưu thế của hệ thống xã hội chủ nghĩa để tranh đua với Hoa Kỳ vai trò lãnh đạo thế giới. Việc phóng thành công vệ tinh nhân tạo đầu tiên của loài người (Sputnik 1) và đưa người đầu tiên vào vũ trụ (Yuri Gagarin) là biểu tượng của một siêu cường đang thắng thế. Liên Xô và Hoa Kỳ - hai kẻ thù tư tưởng - sẵn sàng đối chọi nhau ở mọi vấn đề quốc tế. Và Việt Nam là nơi mà hai phe muốn phô trương sức mạnh của mình.
Liên Xô tuy đã có vũ khí nguyên tử từ năm 1949 nhưng ưu thế quân sự của Hoa Kỳ vẫn áp đảo. Do đó Liên Xô vẫn e ngại sự quá căng thẳng với Hoa Kỳ và chỉ viện trợ cho miền Bắc Việt Nam ở mức đủ để xây dựng một "chủ nghĩa xã hội" cho đến thời điểm này.
Trong thập niên 1960 quan điểm của Liên Xô về chiến tranh Việt Nam đã có nhiều thay đổi. Từ quan điểm cùng chung sống hòa bình của Nikita Khrushchev trong chính trị quốc tế, nghĩa là phía Liên Xô muốn có sự chung sống giữa hai nhà nước Việt Nam và thống nhất thông qua trưng cầu dân ý với sự giúp đỡ quân sự hạn chế đến ủng hộ đấu tranh vũ trang làm cách mạng bằng bạo lực của Leonid Brezhnev với viện trợ quân sự to lớn cho miền Bắc Việt Nam. Khi Khrushchev bị hạ bệ, Leonid Brezhnev lên thay, ban đầu chính sách của Liên Xô vẫn giữ nguyên nhưng đến đầu năm 1965, tân thủ tướng Liên Xô, Aleksey Kosygin, thăm Bắc Kinh, Hà Nội, Bình Nhưỡng nhằm hai mục đích: hàn gắn quan hệ Xô – Trung và ngăn chặn hoạt động quân sự của Mỹ ở Việt Nam.
Trong chuyến thăm Hà Nội, tháp tùng Kosygin có các chuyên viên tên lửa. Và ngày 10-2-1965, Liên Xô và Việt Nam Dân chủ Cộng hòa ký Hiệp ước hỗ trợ kinh tế và quân sự Việt - Xô. Từ đây sự giúp đỡ quân sự của Liên Xô cho miền Bắc ngày càng tăng và đóng vai trò quan trọng trong chiến tranh Việt Nam.
Đến thời điểm này, cách tiếp cận của họ đã khác: cung cấp cho miền Bắc Việt Nam nhiều hơn. Đây cũng là thời kỳ Quân đội Nhân dân Việt Nam được hiện đại hoá mạnh mẽ, trang bị lại với vũ khí mới kể cả các vũ khí hạng nặng, các binh chủng kỹ thuật ra đời để đáp ứng chiến tranh hiện đại: không quân, radar, tên lửa phòng không... Quân đội miền Bắc liên tiếp tiến hành các cuộc tập trận lớn với giả định đánh quân đổ bộ đường không và chống xe tăng Mỹ.

### Trung Quốc
Đầu năm 1961, Tổng thống Kennedy gửi 400 cố vấn quân sự đến miền Nam Việt Nam. Điều này Trung Quốc lo ngại, Ban lãnh đạo Trung Quốc có hai quan điểm khác nhau. Mao Trạch Đông ủng hộ cuộc đấu tranh vũ trang của Việt Nam còn Chu Ân Lai thì muốn sử dụng biện pháp ngoại giao, chính trị cùng với chiến thuật du kích và hoạt động bí mật ở miền Nam.
Thập niên này đang có tranh cãi trong phe xã hội chủ nghĩa về chủ nghĩa phe xét lại (Khrushchev và Liên Xô) và chủ nghĩa Marxist-Leninist chân chính (Mao Trạch Đông và Trung Quốc) và các biện pháp cách mạng ở thế giới thứ ba bằng hòa bình hay bằng bạo lực cách mạng.
Trung Quốc, lúc đó đang cạnh tranh vai trò lãnh đạo phe xã hội chủ nghĩa với Liên Xô, cũng không muốn vai trò của mình kém hơn đối thủ cùng tư tưởng. Họ viện trợ cho miền Bắc, trong giai đoạn này, còn nhiều hơn Liên Xô. Họ khuyến khích miền Bắc chiến đấu giải phóng miền Nam mà không sợ quân đội Mỹ tham chiến ("Đế quốc Mỹ là con hổ giấy" – Mao Trạch Đông). Cả Liên Xô và Trung Quốc đảm bảo nếu Hoa Kỳ đánh ra miền Bắc thì họ sẽ can thiệp bảo vệ Việt Nam Dân chủ Cộng hoà.
Mùa hè 1962, Trung Quốc gửi cho nước Việt Nam Dân chủ Cộng hòa súng đạn đủ để trang bị cho 200 tiểu đoàn. Trung Quốc đồng ý gửi tình nguyện quân vào Bắc Việt nếu quân Mỹ vượt qua vĩ tuyến 17. Tính từ 1956 đến 1963, Trung Quốc đã chuyển lượng vũ khí cho miền Bắc ở số lượng trị giá khoảng 320 triệu nhân dân tệ. Tháng 12 năm 1964, bộ trưởng quốc phòng Trung Quốc thăm Hà Nội và ký Hiệp ước hữu nghị hợp tác quân sự Việt -Trung. Lúc đầu Trung Quốc hứa gửi phi công sang miền Bắc Việt Nam, nhưng sau đó họ rút lại vì lo ngại ưu thế hơn hẳn của không quân Mỹ. Mao Trạch Đông sử dụng cuộc chiến Việt Nam khơi gợi tinh thần chống đế quốc trong nhân dân Trung Quốc để chống lại những người theo phe xét lại trong bộ máy và để bảo đảm vị trí của ông trong lịch sử. Đây là mục đích chính của chiến dịch "Ủng hộ Việt Nam và chống Mỹ" tại Trung Quốc.

## Khối các nước Tư bản
Hoa Kỳ cũng quyết tâm không bỏ cuộc tại Nam Việt Nam. Năm 1964, Mỹ bắt đầu chuyển hướng sự chú ý từ miền Nam hướng ra miền Bắc và tuyên bố sẽ không chấp nhận việc tăng chuyển quân và vũ khí từ miền Bắc vào Nam. Hoa Kỳ tăng cường can thiệp vào chiến tranh Việt Nam và tháng 2 năm 1965, không quân Mỹ bắt đầu oanh kích miền Bắc. Để đối phó với sự gia tăng chiến tranh của phe Cộng sản, Hoa Kỳ giúp Việt Nam Cộng hòa tiến hành chiến tranh đặc biệt và tăng cường viện trợ kinh tế cũng như quân sự cho miền Nam Việt Nam.